# Homenaje a Dos Leyendas (2019)
Homenaje a Dos Leyendas 2019 fue un evento de lucha libre profesional producido por Consejo Mundial de Lucha Libre. Tuvo lugar el 15 de marzo de 2019 desde la Arena México en Ciudad de México.

## Homenaje
La vida y los logros de Salvador Lutteroth siempre se honran en el espectáculo anual de Homenaje a Dos Leyendas. Desde 1999, CMLL también ha honrado a una segunda persona, una leyenda de lucha libre, de alguna manera la versión de CMLL de su Salón de la Fama. En septiembre de 1933, Salvador Lutteroth González fundó la Empresa Mexicana de Lucha Libre (EMLL), que luego sería rebautizada como Consejo Mundial de Lucha Libre. Con el tiempo, Lutteroth se haría responsable de construir tanto Arena Coliseo en la Ciudad de México como Arena México, que se conoció como "La Catedral de Lucha Libre". Con el tiempo, EMLL se convirtió en la promoción de lucha libre más antigua del mundo, con 2018 como el 85 año de su existencia. Lutteroth a menudo se le atribuye ser el "padre de la Lucha Libre", que introdujo el concepto de luchadores enmascarados en México, así como las lucha de apuestas. Lutteroth murió el 5 de septiembre de 1987.
Para el 2019, CMLL también honrará la vida y la carrera de Blue Demon.

## Resultados
- Vangellys, Pólvora y El Hijo de Villano III derrotaron a One Atos Style (Esfinge & Tritón) y Audaz.
  - Pólvora cubrió a Tritón después de un «Súper Pólvora Driver».
- Átomo, El Gallito y Microman derrotaron a Chamuel, Mije y Zacarias el Perico.
  - Microman cubrió a Chamuel después de una «Plancha».
- Diamante Azul, Titán y Soberano Jr. derrotaron a Los Hijos del Infierno (Ephesto & Mephisto) y Templario.
  - Azul cubrió a Mephisto después de un «El Escudo».
- Nueva Generación Dinamita (El Cuatrero, Forastero & Sansón) derrotaron a La Peste Negra (Bárbaro Cavernario & Negro Casas) y Gilbert el Boricua.
  - Sansón cubrió a Cavernario.
- Los Guerreros Laguneros (Euforia, Gran Guerrero & Último Guerrero) derrotaron a Carístico, Dragon Lee y Volador Jr. y retuvieron el Campeonato Mundial de Tríos del CMLL.
  - Guerrero cubrió a Carístico después de revertir un «La Mística» con un «Roll-up»..
  - Originalmente King Phoenix y Penta El Zero M formaba parte de la lucha haciendo equipo con Volador, pero fueron reemplazados por Carístico y Dragon Lee debido a que no se presentaron.
- Los Hermanos Chávez (Ángel de Oro & Niebla Roja) derrotaron a Los Ingobernables (El Terrible & La Bestia del Ring) en una Lucha de equipos de Cabelleras vs. Cabelleras.
  - Oro forzó a Ring a rendirse con un «Escorpión».
  - Durante la lucha, Terrible sufrió una lesión en el hombro izquierdo.
  - Como consecuencia, Terrible y Ring perdieron sus cabelleras.